# Aurangabad Bangar
Aurangabad Bangar é uma vila no distrito de Matura, no estado indiano de Utar Pradexe.

## Demografia
Segundo o censo de 2001, Aurangabad Bangar tinha uma população de 8819 habitantes. Os indivíduos do sexo masculino constituem 53% da população e os do sexo feminino 47%. Aurangabad Bangar tem uma taxa de literacia de 62%, superior à média nacional de 59.5%; com 60% para o sexo masculino e 40% para o sexo feminino. 19% da população está abaixo dos 6 anos de idade.